# کیریوان الیا
کیریوان الیا (به لاتین: Kiriwan Eliya) یک منطقهٔ مسکونی در سری‌لانکا است که در استان مرکزی (سری‌لانکا) واقع شده‌است.